# De Liem
De Liem was een Zuid-Nederlandse geslacht waarvan leden sinds 1817 tot de adel behoorden en dat in 1881 uitstierf.

## Jean de Liem
Ten tijde van het Verenigd Koninkrijk der Nederlanden  werd Jean Henri Sigismund de Liem (Brussel, 5 augustus 1761 - 23 april 1843) bij Koninklijk Besluit (KB) van 13 september 1817 benoemd in de Ridderschap van de provincie Zuid-Brabant, waardoor hij tot de adel van het Verenigd Koninkrijk der Nederlanden ging behoren met het predicaat jonkheer. Bij KB van 13 februari 1830 verkreeg hij de titel van ridder met overdracht bij eerstgeboorte. Met een kleinzoon van hem stierf het geslacht in 1881 uit.
Hij was getrouwd in 1788 met Marie-Amélie Presin du Hennocq (1764-1832) en ze kregen vier kinderen. De familie de Liem was voornamelijk in Lubbeek gevestigd.

## Enkele telgen
- Jean Gaspard de Liem, luitenant-kolonel in Statendienst, x Thérèse Poringo.
  - Ridder Jean Henri Sigismund de Liem (1761-1843), luitenant-kolonel in Statendienst.
    - Ridder Gustave de Liem (1790-1873), inspecteur van Waters en Bossen, x Adèle Baesen (1795-1884), dochter van Charles François Regis Baesen, lid van de Tweede Kamer.
      - Ridder Henri de Liem (1824-1881), laatste telg van het geslacht, x Maria de Jacquier de Rosée (1825-1878), dochter van de staalfabrikant Alphonse de Jacquier de Rosier.
- Jhr. Félix de Liem (1792-1875), luitenant-generaal, minister van Oorlog, inspecteur-generaal van de artillerie, x 1821 met de Bredase Gertrude Le Bron de Vexela (1797-1887), lid van de patriciaatsfamilie Le Bron de Vexela. Drie jong gestorven kinderen.